# Исаакян, Георгий Георгиевич
Гео́ргий Гео́ргиевич Исаакя́н (арм. Գեորգի Գեորգիի Իսահակյան, род. 7 ноября 1968, Ереван) — российский театральный режиссёр и педагог. Народный артист Российской Федерации (2024). Художественный руководитель, главный режиссёр Московского государственного академического детского музыкального театра имени Н. И. Сац с 2010 года.
В 1991—2010 годах — художественный руководитель Пермского академического театра оперы и балета имени П. И. Чайковского. Председатель Пермского отделения Союза театральных деятелей России, заслуженный деятель искусств Российской Федерации (2006), лауреат Государственной премии РФ (1999), лауреат Премии имени Ф. Волкова Правительства России (2016), лауреат Строгановской премии за выдающиеся заслуги в области культуры и искусства.

## Биография
В 1991 году окончил Государственный институт театрального искусства (факультет музыкального театра, курс народного артиста СССР В. А. Курочкина). В ГИТИСе он учился на одном курсе с такими театральными деятелями, как Бертман, Митрофанов.
В 1990—1991 годах работал в Ереванской государственной консерватории (Кафедра оперной подготовки). С 1991 года — режиссёр-постановщик Пермского академического театра оперы и балета имени П. И. Чайковского, а с 1996 года — главный режиссёр.
В 2007 году газета «Культура» назвала Исаакяна «режиссёром года».
В 2009 году стал лауреатом Всероссийской театральной премии «Золотая маска» в номинации «Лучшая режиссёрская работа» (опера «Орфей», премьера — 15 ноября 2007 года).
Является художественным руководителем мастерской в Российской Академии Театрального Искусства. Второй педагог мастерской — Андрей Петрович Шакун.
С 2020 года — член жюри и главный эксперт (с 2022 года)] ежегодного международного фестиваля и конкурса цифровой сценографии и режиссуры в театре для молодых медиа-художников и режиссеров мультимедиа Digital Opera.

## Оперные постановки и спектакли

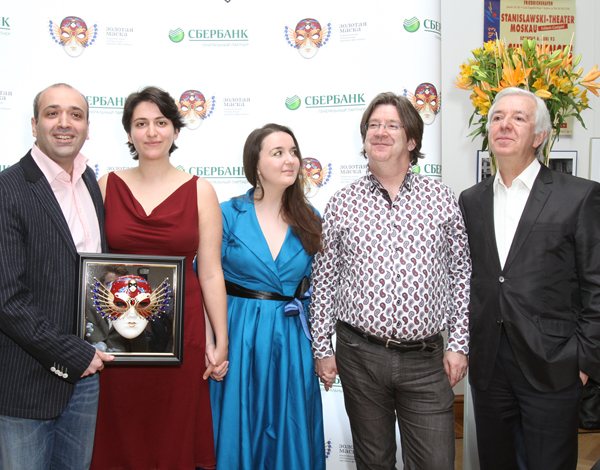
Команда спектакля «Игра о душе и теле», 2013 год

1991 — постановки оперы «Ануш» А. Т. Тиграняна (Оперная студия Ереванской консерватории); «Петя и Волк» Сергея Прокофьева, «Как включали ночь» С. П. Баневича (Пермский театр оперы и балета)
1992 — «Три лика любви» (вечер одноактных опер XX века): «Раёк мастера Педро» Мигеля де Фальи; «Маддалена» Сергея Прокофьева; «Груди Терезия» Франсиса Пуленка (Пермский театр оперы и балета).
1993 — «Иоланта» П. И. Чайковского, «Кейстут и Бирута» А. Н. Скрябина (мировая премьера в Московском музыкальном театре «Геликон-опера»); «Кащей Бессмертный» Н. А. Римского-Корсакова (Пермь); «Пиковая дама» П. И. Чайковского (Екатеринбургский театр оперы и балета). В декабре 1993 года со спектаклями «Три лика любви» и «Кащей Бессмертный» познакомились столичные зрители на гастролях в Москве.
1994 — «Летучий Голландец» Рихарда Вагнера (Пермь);
1995 — «Дон Паскуале» Гаэтано Доницетти (Пермь). Исполнители главных партий спектакля удостоены Национальной театральной премии «Золотая Маска»; «Отелло» Джузеппе Верди в Чувашском государственном театре оперы и балета, Чебоксары; «Севастопольский вальс» К. Я. Листова (Омский государственный музыкальный театр)
1996 — «Вкус меда» в Омском академическом драмтеатре. «Богема» Джакомо Пуччини (Самарский театр оперы и балета)
1997 — «Так поступают все женщины» В. А. Моцарта, «Пиковая дама» П. И. Чайковского в Перми. Летом 1997 года премьера «Пиковой дамы» была включена в программу Дней культуры Прикамья в Москве на сцене Музыкального театра им. Станиславского и Немировича-Данченко
1997 — «Риголетто» Дж. Верди (Пермь)
1998 — «Князь Игорь» А. П. Бородина (постановка в Мариинском театре г. Санкт-Петербурга для фестиваля «Киров-опера» в театре Метрополитен-опера, Нью-Йорк. В сезоне 1998/99 года на сцене Пермского театра оперы и балета шла работа над уникальным проектом «Оперная Пушкиниана». Проект получил поддержку Фонда Президента РФ по культуры и Фонда Сороса, как имеющий общенациональное значение: I вечер — «Борис Годунов»; II вечер — «Пир во время чумы», «Каменный гость»; III вечер — «Скупой рыцарь», «Моцарт и Сальери». Реализация уникального оперного проекта «Оперная Пушкиниана» Г. Г. Исаакяном продемонстрировала его талантливость, высокий профессионализм, смелость художника. За постановку «Оперной Пушкинианы» Г. Г. Исаакян удостоен премии Пермской области в сфере искусства и культуры и Государственной премии РФ в области литературы и искусства за 1999 год.
2002 — постановка оперы «Богема» Дж. Пуччини в Национальном академическом Большом театре оперы и балета Белоруссии
2008 — за постановку оперы «Орфей» Клаудио Монтеверди федеральная газета «Культура» (Москва) назвала Г. Исаакяна режиссёром года. А в 2009 году Георгий Исаакян стал лауреатом Национальной премии «Золотая маска» в номинации «Лучшая работа режиссёра в опере» за постановку этой оперы.
В 2003, 2005, 2007 и 2009 годах по инициативе Г. Г. Исаакяна в Пермском театре оперы и балета прошли четыре Международных фестиваля «Дягилевские сезоны: Пермь — Петербург — Париж», ставшие одним из ярких событий культурной жизни России. По утверждению ряда деятелей культуры и искусства, Дягилевский форум — новый мегапроект, художественным руководителем которого стал Георгий Исаакян, «воспринят как исторический знак вхождения Большой России в общеевропейский культурный дом».
2009 — постановка оперы А. В. Чайковского «Один день Ивана Денисовича» по мотивам рассказа Александра Солженицына
2010 — постановка оперы «Любовь к трём апельсинам» Сергея Прокофьева в Детском музыкальном театре имени Н. И. Сац; удостоена Национальной премии «Золотая маска» 2012 года в номинации «Лучшая работа режиссёра в опере»
2013 — совместно с А. М. Лиепой возобновление постановки оперы-балета М. М. Фокина «Золотой петушок».
2016 — постановка первой редакции оперы «Леди Макбет Мценского уезда» Д. Шостаковича в Самарском театре оперы и балета.
2018 — постановка оперы «Кармен» Ж. Бизе в Самарском театре оперы и балета.

## Награды
- Орден Дружбы (25 октября 2018 года) — за большой вклад в развитие отечественной культуры и искусства, многолетнюю плодотворную деятельность[6].
- Народный артист Российской Федерации (3 апреля 2024 года) — за большие заслуги в развитии кинематографического, музыкального, театрального, хореографического и циркового искусства[7].
- Заслуженный деятель искусств Российской Федерации (16 октября 2006 года) — за заслуги в области искусства[8].
- Государственная премия Российской Федерации в области литературы и искусства (1999) — за цикл спектаклей Пермского государственного академического театра оперы и балета имени П. И. Чайковского «Оперная Пушкиниана».
- Премия Президента Российской Федерации в области литературы и искусства за произведения для детей и юношества (25 марта 2022 года) — за выдающийся вклад в развитие традиций отечественного музыкального театра для детей и юношества[9].
- Премия Правительства Российской Федерации в области культуры 2016 года (7 февраля 2017 года) — за постановку оперы «Легенда о граде Ельце»[10].
- Премия Правительства Российской Федерации имени Фёдора Волкова за вклад в развитие театрального искусства Российской Федерации (10 сентября 2005 года)[11];
- Строгановская премия за выдающиеся заслуги в области культуры и искусства (2007)[12]
- Премия «Золотая маска» (2009).